# Приказ
Прика́з е вид държавна институция в Руското царство от края на XV век до първата четвърт на XVIII век.
Приказите са първите държавни институции в Руското царство, които заменят дотогавашната вотчинно-феодална система на управление, типична за Великото московско княжество. Те се появяват в края на XV век и просъществуват до първата четвърт на XVIII век. Развитието на прика́зната система е обусловено от усложняването на задачите, пред които е изправена зараждащата се монархия във връзка с формирането на Руското царство през втората половина на XV век. В началния етап от възникването на приказите техният състав се сформирал от служителите на хазната, двора, и комисиите на Болярската дума.

## Етимология
Руската дума прика́з означава по принцип „заповед“, „заръка“ или „заповедна длъжност“, дадена от царя на отделни високопоставени личности. За да изпълнят тази заповед, призваните сановници трябвало да наемат служители, които да им съдействат. С течение на времето те работят заедно като колектив, повтаряйки все същите задачи, и постепенно възниква една своеобразна организация – вид държавна служба (институция), специализирана в изпълнението на определен вид заповедни задачи. Постепенно думата приказ придобива значението на държавна институция или ведомство.

## Видове
Разграничават се няколко вида прикази: дворцови прикази – отговарящи за стопанисването на двореца на владетеля; общодържавни прикази – подразделящи се на отраслови, териториални и териториално-отраслови; както и патриаршески и митрополитски прикази. Някои от тях (подбор) са следните:
- Към отрасловите прикази спадат например – Конюшен приказ (отговорен за стопанисването на придворната конюшня), Пощово-транспортен приказ, Стрелцови приказ, Посолствен приказ, Приходен приказ, Разбойнически приказ (за наказателното правосъдие; от думата „разбойник“); Отряден приказ (за военното дело) и др.[1]
- Към териториалните прикази спадат например – Сибирски приказ, Казански приказ, управляващия Слободска Украйна Великоруски приказ – осъществявали са съдебната, изпълнителната и финансовата администрация на тяхната съответна територия; поддържали са дипломатически отношения със съседните държави; осигурявали са защитата на границите; събирали са данъците; устройвали са строителство на градове и крепости.[1]
- Към териториално-отрасловите спадат например – Владимирският съдебен приказ, Московският съдебен приказ и др. – т. е. те са тясно специализирани ведомства за правосъдие, но тяхната дейност се разпростира върху определена територия.[1]
- Към патриаршеските спада например Патриаршеският дворцов приказ (Патриаршеска дворцова канцелария, от 1722 г. Синодален дворцов приказ) – ведомство, отговорно за имуществото и домостопанството на патриаршеската катедра (наричана от 1721 г. Свети синод).[2] Думата дворец тук се използва в старинното си значение на палата, камара – като например в името: Българска стопанска камара, Софийска търговско-промишлена камара, Камара на архитектите в България; или Съдебна палата, Синодална палата на Българския Свети Синод. Патриаршеският дворцов приказ управлявал всички владения на патриарха: села в различни окръзи, резиденции в Подмосковието, слободи в градовете, митници, рибарници и др.[2] Той надзиравал над стопанисването на патриаршеските и синодалните манастири и храмове; от 1670-те години и над домовете на милостинята (домове за нуждаещи се).[2] Осъществявал е измерването (кадастрирането) на патриаршеските и синодалните земи.[2] Контролирал е дейността на приказниците (чрез светски лица) и селските старейшини (чрез духовни лица), които събирали данъци от населението на патриаршеските и синодалните вотчини в полза на духовенството и хазната (пощово-транспортен данък, стрелецки данък и др.).[2] Обезпечавал е битовите нужди на патриарха, управлявал е патриаршеския двор.[2] Изснасял е постановления по апелации на решенията на игумените на жилищните манастири, решавал е дела по имотни въпроси и завещания в пределите на патриаршеските и синодалните владения.[2]
- Приказ на патриаршеската хазна – отговорна за приходите и разходите на патриарха.[3]
- Патриаршески съдебен приказ – осъществявал наказателното правосъдие над миряните в сферата на духовните въпроси (завещания, брак, семейни и морални въпроси, посещение на църковни служби, участие в тайнствата и т. н.).[4]
- Патриаршески духовен приказ – осъществявал правосъдие над духовенстовото в сферата на духовните въпроси.[5]
- Всеки митрополит / всяка митрополия имали аналогични на патриаршеските прикази – например: Митрополитен дворцов приказ; Приказ на митрополитската хазна, Митрополтен съдебен приказ и пр.[1]

На тези прикази били поверявани много различни задачи, чиято важност зависела от това, в какви отношения се намират ръководителят на ведомството и царят. Ако ведомственият ръководител се ползвал с по-голямо доверие на царя, то той и съответно неговото ведомство получавали и по-важни, по-отговорни заповеди. Липсвало е обаче ясно разграничаване на сферите на компетентност на отделните приказки. Всеки приказ имал свои собствени приходи и разходи, собствено правосъдие над своите служители и над населението, за което е отговарял в дадена сфера (например финанси, търговия и т. н.). Много прикази съществуват само за кратко време, други се превръщат в постоянни институции. Понякога е имало до шестдесет прикази, пряко подчинени на царя.

## Съветски съюз
В Съветския съюз терминът приказ първоначално се отнася до заповедите на висшето политическо ръководство по адрес на Червената армия, а по-късно приказ започват да се наричат като цяло военни административни актове. Във военен контекст, приказ се дефинира като „писмено или устно нареждане на началник, чието изпълнение е задължително за негов подчинен“. Приказът е „основен акт на военното ръководство“ и „формално-правно изявление на волята на началник“. Известност добива приказът на Сталин от 8 май 1945 г., излъчен по радиото, в който се обявява края на Втората световна война и безусловната капитулация на Германския райх.